# 메탈 기어 솔리드 3: 스네이크 이터

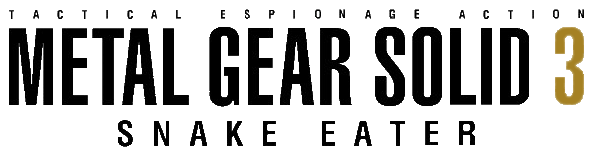

메탈 기어 솔리드 3: 스네이크 이터(Metal Gear Solid 3: Snake Eater, 일본어: メタルギアソリッド3 スネークイーター)는 코나미가 플레이스테이션 2용으로 제작한 액션 어드벤처 잠입 게임이다. 2004년 말 북아메리카와 일본에서 출시되었으며 2005년 초 유럽과 오스트레일리아에 출시되었다. 고지마 히데오가 감독, 개발한 5번째 메탈 기어 게임이며 모든 메탈 기어 시리즈의 프리퀄 역할을 한다. 확장판 메탈 기어 솔리드 3: 서브시스턴스(Metal Gear Solid 3: Subsistence)는 2005년 말 일본에서, 2006년 북아메리카, 유럽, 오스트레일리아에 출시되었다. 이 게임의 리마스터 버전이 나중에 플레이스테이션 3, 플레이스테이션 비타, 엑스박스 360용 메탈 기어 솔리드 HD 컬렉션에 포함되었으며 재작업된 버전 메탈 기어 솔리드: 스네이크 이터 3D는 2012년 닌텐도 3DS용으로 출시되었다.

## 평가
리뷰 애그리게이터 게임랭킹스에서 게임은 86개 리뷰를 기반으로 92%의 평균 점수를 얻었다.